# Pordic
Pordic (bret. Porzhig) – miejscowość i gmina we Francji, w regionie Bretania, w departamencie Côtes-d’Armor. W 2013 roku populacja Pordic wynosiła 6285 mieszkańców. 
1 stycznia 2016 roku połączono dwie wcześniejsze gminy: Pordic oraz Tréméloir. Siedzibą gminy została miejscowość Pordic, a nowa gmina przyjęła jej nazwę. 